# Рудольф Фрідріх Євген Арендт
Рудо́льф Фрі́дріх Євге́н А́рендт (нім. Rudolf Friedrich Eugen Arendt; 1 квітня 1828, Франкфурт-на-Одері — 15 травня 1902, Лейпциг) — німецький педагог, професор хімії Лейпцизького політехнічного інституту і викладач реального училища. Дійсний член академії Леопольдина з 1893 року.

## Наукова діяльність
Арендту належить першість в розробці методики викладання хімії в середній школі. Був послідовником І. Гербарта в педагогіці, вважав, що викладання навчального предмета треба будувати так, щоб розкривалися виховні можливості, закладені в природничих науках. Був переконаний, що система викладу навчального матеріалу повинна бути підпорядкована виключно особливостям мислення учнів, які нібито бачать і встановлюють зв'язок між явищами зовсім в іншому плані, ніж це має місце в науці. Замість наукової систематики навчального предмета Арендт ввів «методичну», засновану на формальній класифікації за одною лише ознакою — складність хімічного складу речовини (елементи, бінарні сполуки і т. д.).
Арендт був прихильником індуктивного методу викладання; узагальнення теоретичичного характеру він зовсім не приділяв уваги. У Німеччині методичні погляди Арендта були розвинені і продовжені Вільбрандом, К. Шейдом та іншими. Праці Арендта мали значний вплив і на російську методику і техніку навчального хімічного експерименту.
В СРСР методику викладання детально вивчав та вдосконалював Леонід Михайлович Сморгонський. Він показав неправомірність протиставлення Арендтом систематичному курсу «методичного», який, за задумом автора, більш відповідав психологічним особливостям учнів.

## Основні праці
- Didaktik und Methodik des Chemie-Unterrichts, Munch., 1895; Technik der Experimentalchemie, Bd 1 — 2, Lpz., 1880 — 82; 5 AufL, Lpz., 1925.